# Alrø
Alrø er en ø i Horsens Fjord, den er 7 km lang og 5 km bred og højeste punkt er 15 m over havets overflade.
Øen, der udgør et selvstændigt sogn, Alrø Sogn, Hads Herred, har 161 indbyggere. Øen og dermed sognet var en selvstændig sognekommune indtil kommunalreformen i 1970. Sognet er nu en del af Odder Kommune.
Alrø har været beboet siden stenalderen. Den er forbundet med den nordlige kyst af fjorden, med en 1 km lang dæmning, der blev påbegyndt i 1929 og indviet 10. juni 1931. Før den tid kunne man køre over en vadegrund fra Gyllingnæs, øst for øen, ligesom der har været bådforbindelse både til nordkysten, Hjarnø og til Horsens.
Alrø By er en 2 km lang ubrudt gårdrække. Jorden er frugtbar, og landbrug er øens primære erhverv. Et inddiget strandengareal karakteriserer den nordlige del af øen.
I sommerhalvåret fragter båden Lille Hjarnø to gange dagligt op til 12 cyklister ad gangen mellem færgelejet på Hjarnø og anløbstedet på Egehovedet på den sydlige del af Alrø.
Alrø Kirke er en romansk kirke, selv om den er bygget sent i middelalderen, antageligt omkring 1400. Våbenhuset (gotisk byggestil) er muligvis først opført efter reformationen.
Af det oprindelige inventar eksisterer kun døbefonden, hvis lige ikke kendes andre steder i landet. Den er indhugget med fire frontalvendte væsener, der sidder på hug med udadvendte fødder og med udbredte arme, der krydses med naboens. Mellem figurerne ses fire store fugle - to med udbredte vinger og to med samlede. Prædikestolen er af nyere dato.
Altertavlen (o. 1625) er en såkaldt katekismustavle med skriftsteder, f.eks. ses hele nadverritualet gengivet. Tavlen er udført af Mikkel Snedker i 1619.
Et sagn fortæller at øen fik sit navn i vikingetiden, hvor vikingehøvdingen Hjarne holdt til på Hjarnø. Han ægtede pigen Alrune og forærede hende Alrø (Alrunes ø). Deres søn Lave fik øen Endelave.